# Alessia Lanzini
Alessia Lanzini (ur. 28 sierpnia 1981 w Premosello-Chiovenda) – włoska siatkarka, grająca na pozycji libero. Od sezonu 2019/2020 występuje w drużynie Reale Mutua Fenera Chieri.

## Sukcesy klubowe
Puchar Włoch:
- 2010, 2011

Mistrzostwo Włoch:
- 2010, 2011